# Robert B. Anderson
Pour les articles homonymes, voir Robert Anderson et Anderson.
Robert Bernard Anderson, né le 4 juin 1910 à Burleson (Texas) et mort le 14 août 1989 à New York, est un homme d'affaires et homme politique américain. Il est secrétaire à la Marine entre 1953 et 1954 puis secrétaire au Trésor entre 1957 et 1961 dans l'administration du président Dwight D. Eisenhower.

## Biographie

### Début de carrière
Robert Anderson est né à Burleson au Texas. Diplômé en droit de l'université du Texas, il est assistant du procureur général du Texas en 1933-34. À la veille de la Seconde Guerre mondiale, il fait l'acquisition, avec deux partenaires, de la radio KTBC à Austin. Mais faute de pouvoir développer le réseau, les associés le revendent à Lady Bird Johnson, la femme du futur président Lyndon B. Johnson.

### Carrière au sein du gouvernement fédéral
Robert Anderson est secrétaire à la Marine des États-Unis de février 1953 à mars 1954. Dans ses fonctions, il met fin aux pratiques ségrégationnistes subsistant dans la Navy. En mai 1954, il est nommé secrétaire adjoint à la Défense et reçoit la médaille de la Liberté en 1955. En 1956, il est l'envoyé spécial d'Eisenhower au Proche-Orient chargé des négociations de paix entre Israël et l'Égypte. De 1957 à 1961, il est secrétaire au Trésor, ce qui lui permet de soutenir la création de l'Association internationale de développement.
En 1956, il constitue l'un des premiers choix d'Eisenhower pour succéder à Richard Nixon comme vice-président, au cas où ce dernier aurait accepté la proposition du président de renoncer au poste pour devenir secrétaire à la Défense.
En 1964, à la suite de violentes émeutes anti-américaines à Panama, le président Lyndon B. Johnson le désigne comme ambassadeur spécial dans le pays chargé de négocier un nouveau traité sur le statut du canal. Il remplit sa mission jusqu'en 1973, mais le traité final est signé par son successeur.